# Louis Appia

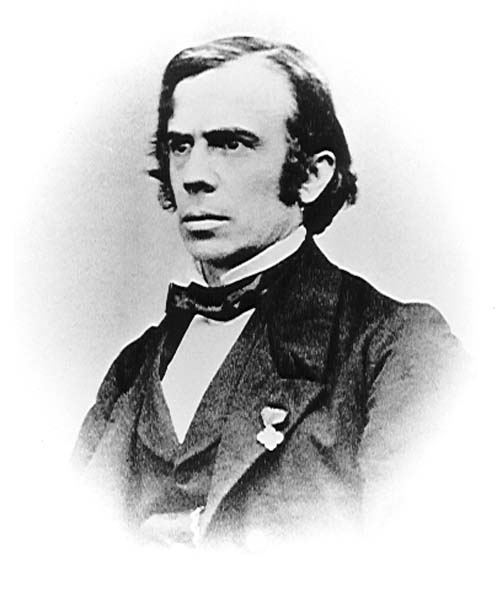
Louis Appia

Louis Paul Amédée Appia, (Hanau, 13 de Outubro de 1818 - Genebra, 1 de Maio de 1898) foi um cirurgião suíço, que se especializou na medicina militar e é co-fundador da Cruz Vermelha Internacional. 

## Estudos
Faz os seus estudos iniciais em Frankfurt am Main e se diplomou aos 18 anos em Genebra. Termina os estudos de medicina em Heidelberg em 1843, com o título de doutor e menção summa com laude .

## Médico militar
Em 1847, em Paris assim como em Frankfurt am Main, ajuda durante um ano a tratar os feridos da Revoluções de 1848 em França e da Revolução de Março na Alemanha, começando a interessar-se pela medicina militar e a melhorar a ajuda às vítimas da guerra..
No quadro da sua actividade relacionada com os feridos de guerra desenvolve um aparelho com a finalidade de imobilizar os membros durante o transporte de feridos, e escreve um documento sobre os cuidados cirúrgicos dos feridos de guerra, em parceria com o seu amigo e médico Théodore Maunoir.
Pelas suas descobertas médics, ele e Henri Dunant são condecorados em Janeiro de 1860 com a Ordem  de São Maurício e São Lázaro, a segunda maior distinção italiana, pelo Rei Victor-Emmanuel II de Saboia.  A 27 de Outubro de 1863 adquire a nacionalidade genebrina e um ano mais tarde é presidente da Sociedade Médica Genebrina.

## Comitê dos Cinco
Em 1863, pedem-lhe que examine as ideias de  Henri Dunant quanto à fundação de uma sociedade de voluntários para ajudar os feridos de guerra e da sua realização. Assim torna-se, no quadro do  O Comitê dos Cinco, um dos co-fundadores do que viria a ser o Comitê Internacional da Cruz Vermelha. Em Outubro dessa ano propõe que todo o pessoal voluntário trabalhando nos campos militares tragam braçadeiras brancas para serem distinguidos. 

O General Guillaume-Henri Dufour completa mais tarde a ideia juntando-lhe uma cruz vermelha, uma cruz vermelha sobre fundo branco - o inverso da bandeira  Suíça  que ele havia desenhado - e se  tornará o símbolo do CICR.
Em 1869, ele encontra Clara Barton e chama-lhe a atenção sobre a Convenção de Genebra e a actividade do Comité Internacional. Esse encontro está na base da criação da Cruz Vermelha Americana por Clara Barton .

## Publicações
Lista das publicações importantes de Louis Appia
- Le chirurgien à l'ambulance ou quelques études pratiques sur les plaies par armes à feu suivi de lettres à un collègue sur les blessés de Palestro, Magenta, Marignan et Solférino, Paris, 1859
- Les blessés dans le Schleswig pendant la guerre de 1864. Rapport présenté au comité international de Genève, Genève, 1864
- La guerre et la charité. Traité théoritique et pratique de philanthropie appliquée aux armées en campagne, Genève, 1867
- La solidarité dans le mal et la justice divine, Paris, 1890

## Nota
Artigo baseado na sua versão francesa, com cópia de "Publicações" - Setembro 2010